# Brewster's Millions (1921)
Brewster's Millions é um filme mudo estadunidense de 1921, do gênero comédia, dirigido por Joseph Henabery, com roteiro de Walter Woods baseado na peça teatral Brewster’s Millions, de Winchell Smith e Byron Ongley, por sua vez adaptada do romance homônimo de George Barr McCutcheon.